# 格里根自动门系统
格里根自动门系统，納博特斯克旗下的瑞士自动门驱动和完整系统制造商，前身是瑞士凱拔控股（现为多玛凯拔集团）旗下的凯拔格里根股份公司（Kaba Gilgen AG）。

## 概述
1961年，雅各布·格里根（Jakob Gilgen Senior）在他父母在瑞士的车库开始生产第一批自动门驱动系统。
格里根的自动门在欧洲拥有悠久的历史，其品牌“Gilgen”以及原有的品牌“Kaba Gilgen”享誉世界。其月台屏蔽门业务是在歐洲 、美国以及东亚的市場占有度最高的企業之一。

## 历史
1961年，雅各布·吉尔根于瑞士建立了生产自动门的格里根一人有限公司（Gilgen AG）。
1969年，成立首家瑞士分公司。
1985年，建立了第一家海外子公司。
1990年6月19日，并入瑞士凱拔控股股份公司（Kaba Holding AG），更名为凯拔格里根股份公司（Kaba Gilgen AG）。

该公司的前身为凯拔格里根（Kaba Gilgen）

2011年，并入日本納博特斯克株式会社，并更名为格里根自動門系統股份公司（Gilgen Door Systems AG）。
2016年，新建了瑞士总部大楼。

## 产品
该公司制造的主要产品如下：
- 自动门系统
  - 滑动门
  - 折叠门
  - 弧形推拉门
  - 平开门驱动单元
- 工业门及门禁系统
  - 開放式门/封閉式门驱动机械
  - 工业卷帘门/工业滑升门
  - 屏障门
- 自动隔断系统
  - 玻璃屏風
- 月台屏蔽門
  - 月台幕門
  - 月台閘門

## 項目

### 月台屏蔽門
格里根自动门及其前身凯拔格里根都是月台屏蔽門的專業製造商，凯拔格里根更是負責凯拔的所有月台屏蔽門業務，其製造的項目如下：
臺北捷運
- 板南線：台北車站、忠孝復興站
- 淡水信義線：台北車站

注：以上均爲項目均爲Kaba Gilgen品牌的月台閘門。
- 文湖線：松山機場站、大直站、劍南路站、西湖站、港墘站、文德站、內湖站、大湖公園站、葫洲站、東湖站、南港軟體園區站、南港展覽館站

注：以上均爲項目均爲Kaba Gilgen品牌的月台幕門。
桃園捷運
- 機場線：三重站、新北產業園區站、新莊副都心站、泰山站、泰山貴和站、長庚醫院站、林口站、山鼻站、坑口站、大園站、橫山站、領航站、高鐵桃園站、桃園體育園區站、興南站、環北站

注：以上均爲項目均爲Gilgen Door Systems品牌的月台閘門。
- 機場線：台北車站、體育大學站、機場第一航廈站、機場第二航廈站、機場旅館站、環北站、中壢車站

注：以上均爲項目均爲Gilgen Door Systems品牌的月台幕門。
港鐵
- 觀塘綫：油麻地站、旺角站、太子站、石硤尾站、九龍塘站、樂富站、黃大仙站、鑽石山站、彩虹站、藍田站
- 荃灣綫：大窩口站、茘景站、美孚站、茘枝角站、長沙灣站、深水埗站、太子站、旺角站、油麻地站、佐敦站、尖沙咀站、金鐘站、中環站
- 港島綫：上環站、中環站、金鐘站、灣仔站、銅鑼灣站、天后站、炮台山站、北角站、鰂魚涌站、太古站、西灣河站、筲萁灣站
- 將軍澳綫：鰂魚涌站、康城站
- 機場快綫：機場站（僅3號月臺）、博覽館站

注：以上均爲Kaba Gilgen品牌的月台幕門。
- 港島綫：堅尼地城站、香港大學站、西營盤站
- 觀塘綫：黃埔站、何文田站
- 南港島綫：金鐘站、利東站、海怡半島站
- 屯馬綫：紅磡站、何文田站、土瓜灣站、宋皇臺站、啟德站、鑽石山站、顯徑站

注：以上均爲Gilgen Door Systems品牌的月台幕門。
- 南港島綫：黃竹坑站、海洋公園站
- 屯馬綫：大圍站、車公廟站、沙田圍站、第一城站、石門站、大水坑站、恆安站、馬鞍山站、烏溪沙站

注：以上均爲Gilgen Door Systems品牌的月台閘門。
上海地铁
- 上海地铁9号线

巴黎地铁
- 巴黎地鐵1號線
- 巴黎地鐵13號線

## 外部鏈接
- 官方网站 （页面存档备份，存于）（英文）
- 格里根自动门系统的新浪微博